# Tipula (Yamatotipula) manahatta
Tipula (Yamatotipula) manahatta is een tweevleugelige uit de familie langpootmuggen (Tipulidae). De soort komt voor in het Nearctisch gebied.